# Timbuktu
 For alternative betydninger, se Timbuktu (flertydig). (Se også artikler, som begynder med Timbuktu)
Timbuktu eller Tombouctou er en Tuareg-by lige nord for Nigerfloden i det vestafrikanske land Mali. Byen var ved sin grundlæggelse i 1100-tallet et handelsmæssigt knudepunkt, og fungerede også som regionens intellektuelle centrum med et universitet, der til tider har beskæftiget op til 25.000 forskere og studerende.

## Timbuktus historie
Navnet Timbuktu (el. Tombouctou) hævdes ifølge nogle af egnens legender at stamme fra en kvinde ved navn Bouctou (el. Buktu), som levede for mere end 1000 år siden. Ifølge legenden gravede hun den første brønd (= tim el. tom) på stedet, og da denne brønd gav vand hele året, dannede den efterfølgende grundlag for bosættelser omkring brønden. Derfor blev hendes navn hædret ved navngivning af bosættelsen og den senere bydannelse (tim + buktu = Buktus brønd). Skønt områdets dominerende etniske grupper ikke er helt enige om navnets oprindelse, er brønden opretholdt, og kan ses på en gårdsplads bag museet. 
Timbuktu ligger på grænsen mellem det sorte Afrika syd for Sahara og det arabiske Nordafrika. Under Timbuktus storhedstid nåede rygterne om den storslåede ny viden om og selv handelsrejsende, der kom helt fra Europa fandt hertil, på trods af de natur- og klimamæssigt vanskeligt tilgængelige omgivelser. Disse historiske forhold har utvivlsomt været med til at gøre Timbuktu til et af verdens mest sagnomspundne steder, ligesom det formentlig også har medvirket til anvendelsen af navnet Timbuktu som en metafor på fjerne eksotiske lande. Mange børn og barnlige sjæle mindes formentlig, hvorledes tegneseriefiguren Anders And i trængselstider flygter til Timbuktu.
I en gammel bog, skrevet af en person fra Timbuktu, hævdes det at byen blev grundlagt engang i 1100-tallet. Men vurderet i forhold til en række uafklarede forhold omkring de historiske omstændigheder, der knytter sig til grundlæggelsen af byen, er det vanskeligt at fastlægge et nøjagtigt tidspunkt. Det ligger formentlig relativt fast, at byen blev grundlagt som en nomadelejr, formentlig af nomadefolket Tuaregerne. De anvendte imidlertid kun byen en del af året. Alligevel voksede byen hurtigt, i såvel størrelse som i velstand, hvilket havde en nøje sammenhæng med Timbuktus eminente placering, såvel geografisk som strategisk. 
Den lukrative handel gennem Sahara omfattede guld, elfenben, slaver, salt og en lang række af andre varer. Timbuktu var gennem flere hundrede år regionens vigtigste by, hvor den var hovedstad og regionscentrum i flere på hinanden følgende riger: Ghana-Imperiet, Mali-Imperiet og Songhai-Imperiet. Byen oplevede sin absolutte storhedsperiode i begyndelsen af 1500-tallet, hvor historier om byens fantastiske rigdomme fik flere europæiske nationer til at intensivere udforskningen af det indre Afrika.

## Musikfestival i ørkenen uden for Timbuktu
Siden år 2000 har der hvert år været afholdt en musikfestival Festival in the Desert (Festival au Désert) i den lille oaseby Essakane omkring 50 km nord for Timbuktu. Beduingruppen Tuareger er i flertal og de kombinerer festivalens traditionsrige malinesiske musik med en traditionel komsammen med kamelvæddeløb, markeder m.m. mens de hundredvis af tilrejsende festivalgæster m.m. suger indtryk til sig fra en af verdens mest bizarre og udfordrende musikfestivaler. Der var mere end 7.000 deltagere og over 1.000 udenlandske besøgende til den seneste musikfestival i januar 2007, hvortil kom endnu flere lokale, som mødte op og slog sig ned i det omkringliggende område.

## På listen over Verdensarvsområder i fare
UNESCO satte 28. juni 2012 Timbuktu på listen over Verdensarvsområder i fare efter at løsrivelsesbevægelsen i Azawad og især den fundamentalistiske bevægelse Ansar Dine har indtaget byen.
Både  karavanebyens kulturmindesmærker og en pyramide, rejst af lokal regent i 1495, er truet af  yderligtgående islamisters og lovløse elementers hærgen. 